# تپه قلعه وسقونقان
تپه قلعه وسقونقان مربوط به دوران‌های تاریخی پس از اسلام است و در شهرستان دلیجان، دهستان جاسب، روستای وسقونقان واقع شده و این اثر در تاریخ ۱۱ دی ۱۳۸۰ با شمارهٔ ثبت ۴۶۱۳ به‌عنوان یکی از آثار ملی ایران به ثبت رسیده است.